# Никола Симов (туристическо дружество)
Вижте пояснителната страница за други значения на Никола Симов.
ТД „Никола Симов“ е туристическо дружество в Търговище, разположено на адрес: ул. „Аксаков“ № 7. То е основано на 30 ноември 1903 г. Наименувано е на знаменосеца от Ботевата чета – Никола Симов (Куруто), който е родом от града. Дружеството стопаниства хижа „Младост“ и заслон „Лалето“, разположени в Преславската планина. Към 2023 г. председател на дружеството е Диян Иванов Бонев.

## История
На 30 ноември 1903 г. в Ески Джумая (днес Търговище) се учредява първото за града туристическо дружество, наречено „Марина скала“. За негов ръководител е избран Петър Добрев. По-късно, през 1923 г., се основава дружество „Крумови порти“, а след него – „Орловец”, но те просъществуват твърде кратко. През 1937 г. се стига до създаване на ново дружество. На 12 август 1957 г. дружеството е преименувано на знаменосеца на Ботевата чета и символ на града – Никола Симов-Куруто.
Дружеството преминава през много вътрешни и външни противоречия. През 2013 г. към него работят осем клуба – „Млад турист“, „Туристи – ветерани“, „Пеши туризъм“, Скаутски клуб „Герил войвода“, Клуб по колотуризъм „Планински орел“, Клуб по ориентиране „Вариант 5“, Клуб по спелеология „Луцифер“ и Клуб „Автомобилен туризъм“. В този период календарът на дружеството е наситен с множество дейности и инициативи. Ежегодно се провеждат масов туристически поход и празник на хижа „Младост“ (в края на август, по случай годишнината от организирания туризъм в България), на 30-ти ноември – рождения ден на дружеството, а на 29 януари се провежда зимен празник, посветен на Освобождението на Търговище.

## Управителен съвет
Управителен съвет на дружеството през 2023 г.:
- Диян Иванов Бонев – председател
- Петранка Живкова Ангелова
- Ралица Сашева Лазарова

Управителен съвет на дружеството през 2010 г.:
| Име                    | Позиция и дейност                                                                                   |
| ---------------------- | --------------------------------------------------------------------------------------------------- |
| Николай Николаев       | Председател, управител на Агенция за недвижими имоти „КСЕН“                                         |
| Елка Колевска          | Зам. председател, управител на „Луцифер“ ООД – търговия със строителни материали                    |
| Валентин Княжевич      | Секретар, водач на скаутски отряд „Герил Войвода“ и преподавател в II СОУ „Професор Никола Маринов“ |
| Ивайло Никифоров       | Планински водач „Летен профил“                                                                      |
| Пламен Петров          | Планински водач „Летен профил“ и преподавател в ПГИИ „Джон Атанасов“                                |
| Емил Димитров          | Водач на колоездачен клуб и преподавател в IV ОУ „Иван Вазов“                                       |
| Диан Бонев             | Клуб по ориентиране „Вариант 5“                                                                     |
| Диана Жечева – Спасова | Адвокат                                                                                             |
| Минка Едрева           | Председател на клуб „Ветерани туристи“                                                              |
| Златка Господинова     | Председател на контролен съвет на ТД „Никола Симов“                                                 |

## Дейност
През януари 2023 г. дружеството организира туристически поход по повод Освобождението на Търговище на 29 януари. За начален час на похода е обявен 10:30 часа, в местността „Парка“ до ресторант „Ловна среща“, в близост до главния път София – Варна. Крайна точна на похода е хижа „Младост“, където в голямата зала на хижата е организиран конкурс на тема – „Аз рисувам хижа Младост“.